# Focus economia
Focus economia è una trasmissione radiofonica in onda su Radio 24 durante la settimana, che approfondisce i principali fatti economici del giorno, condotta da Sebastiano Barisoni.
La trasmissione informa i radioascoltatori sulle quotazioni di giornata di azioni, obbligazioni, borse internazionali; analizza inoltre i fatti più importanti della giornata economica con gli interventi, al telefono o in studio, di ospiti del settore.